# Прва савезна лига Југославије у хокеју на леду 1954.
Прва савезна лига Југославије у хокеју на леду 1954. је седмо послератно првенство Југославије, које је одиграно у Београду на стадиону Ташмајдан, опет по турнирском систему.
Првенство је одиграно као шестородневни турнир који се одржао од 2. до 7. фебруара 1954. Примењен се једноструки лига систем са шест екипа.

## Клубови
- Загреб
- Јесенице
- Љубљана
- Младост
- Партизан
- Спартак

За победу су се добијала 2, нерешено 1, а пораз 0 бодова.

## Коначни пласман
| Екипа                 | ИГ | Д | Н | ИЗ | ГД | ГП | ГР  | Б  |
| --------------------- | -- | - | - | -- | -- | -- | --- | -- |
| 1. Партизан, Београд  | 5  | 5 | 0 | 0  | 29 | 5  | +24 | 10 |
| 2. Јесенице, Јесенице | 5  | 4 | 0 | 1  | 21 | 14 | +7  | 8  |
| 3. Загреб, Загреб     | 5  | 2 | 0 | 3  | 18 | 16 | +2  | 4  |
| 4. Младост Загреб     | 5  | 2 | 0 | 3  | 17 | 17 | 0   | 4  |
| 5. Љубљана, Љубљана   | 5  | 2 | 0 | 3  | 9  | 20 | -11 | 4  |
| 6. Спартак, Суботица  | 5  | 0 | 0 | 5  | 0  | 18 | -18 | 0  |

ИГ = одиграо, Д = победио, Н = нешерио, ИЗ = изгубио, ГД = голова дао, ГП = голова примио, ГР = гол-разлика, Б = бодова
| Првак Прве савезна лиге Југославије у хокеју на леду 1954. |
| ---------------------------------------------------------- |
| ХК Партизан 5. Титула                                      |